# شیمه ورسایکو
شیمه ورسایکو (کرواتی: Šime Vrsaljko; زادهٔ ۱۰ ژانویهٔ ۱۹۹۲) بازیکن سابق فوتبال اهل کرواسی است که در ۲۲مارس ۲۰۲۳ از دنیای فوتبال خداحافظی کرد.